# Virtuálfény
A Virtuálfény (angolul: Virtual Light) William Gibson 1993-ban megjelent cyberpunk regénye. A könyv a Híd-trilógia első kötete. Magyarul először 1995-ben Szántai Zsolt fordításában jelent meg.
Gibson új regénye egy Neurománc ciklusnál közelebbi jövőbe kalauzol minket. Ennek a világnak a lakói információfogyasztó polgárok, de nem lehetnek sem gyorsabbak, sem okosabbak az őket körülvevő számítógépeknél.

## Történet
|  | Alább a cselekmény részletei következnek! |

### Cselekmény
Egyik főhősünk egy zsaru, Berry Rydell, aki jobb napjain az IntenSecure-nak dolgozik, de elkövet egy hibát, ezért Los Angeles-be kell mennie új munkáért. Ott megbízást kap Warbabytől, ami elég egyszerűnek hangzik: legyen a sofőrje.
Története később összefonódik a könyv másik hősével, Chevette Washingtonnal, aki futárként bizalmas információkat szállít egyik megakorporációtól a másiknak. Egyik este azonban munkája során egy buliba cseppen, ahol egy fazon rámászik. Chevette reakcióképpen ellop a pasastól egy fekete tokot. Nem tudja mi az. Amikor kinyitja, egy szemüveget talál benne. Felveszi, de nem lát semmit benne, csak sötétséget. Csak később derül ki, hogy a szemüveg egy Virtualszemüveg, ami egyébként is lopott.
Rydell itt jön a képbe, megbízzák, hogy vagy a szemüveget, vagy a lányt, vagy mindkettőt szerezze meg. Végül is mindkettőt sikerül megszereznie, sőt Rydell megszabadul egykori főnökétől, Warbabytől is, ez után viszont állandó félelemben kell élnie Chevette-el az oldalán. Warbaby ugyanis figyelteti.
A konfliktus egy virtuálszemüveg körül zajlik, amely információkat ír ki szinte mindenről. Olyan információkat, amik nem kerülhetnek ki egy bizonyos körből. De mert Chevette ellopta a szemüveget és később már használni is tudta, olyan információk jutottak a birtokába, amiknek nem szabadott volna kikerülnie.
„Az információ is szolgáltatás és most megfizettek érte!”

### Főszereplők
- Chevette Washington
- Berry Rydell
- Fontaine

|  | Itt a vége a cselekmény részletezésének! |

## Megjelenések

### angol nyelven
1. Virtual Light, Bantam Spectra, New York & Toronto, 1993 szeptember.[1]
2. Virtual Light, Viking UK, London, 1993 szeptember.[1]

### magyarul
1. Virtuálfény; ford. Szántai Zsolt; Neotek, Bp., 1995
2. Virtuálfény; ford. Pék Zoltán; Agave Könyvek, Bp., 2015

### holland nyelven
1. Virtueel Licht, Meulenhoff, Amszterdam, 1994, ford.: Gert van Santen[1]

### francia nyelven
1. Lumière virtuelle, J'ai lu, Párizs, 1995, ford.: Guy Abadia[1]

## Külső hivatkozások
- Angol nyelvű megjelenések az ISFDB-től
- Virtual Light Worlds Without End